# Tine Van Lent
Tine Van Lent (Bornem, 21 februari 1980) is een Vlaamse illustratrice.
Tine Van Lent is afgestudeerd aan de Karel de Grote-Hogeschool in Antwerpen als master in de illustratieve vormgeving.
Tine Van Lent maakte al opdrachten voor het weekblad Flair. Ze heeft ook de illustraties gemaakt voor de kinderboeken Prinses zoekt prins en Papa is weg van Barbara Rottiers.  Prinses zoekt prins is een sprookje over een prinses die moet trouwen vooraleer de koning en de koningin op reis kunnen vertrekken.  Het is geschreven voor kinderen ouder dan zes.  De illustraties voor dit boek waren ook haar afstudeerwerk.  Papa is weg behandelt de thematiek van een vader in de gevangenis en de twijfels die dit voor kinderen met zich meebrengt voor tien tot twaalfjarigen.  Dit boek kwam tot stand in samenwerking met gedetineerden uit de gevangenis van Mechelen.
Met een serie postkaarten behaalde ze in 2006 de titel Laureaat van de Kunst van de cultuurraad van Deurne.
Ze gaf een tijd lang les als leerkracht Plastische Opvoeding. Na schooljaar 2009-2010 besliste ze te stoppen en te focussen op andere projecten.